# 浅野造船所

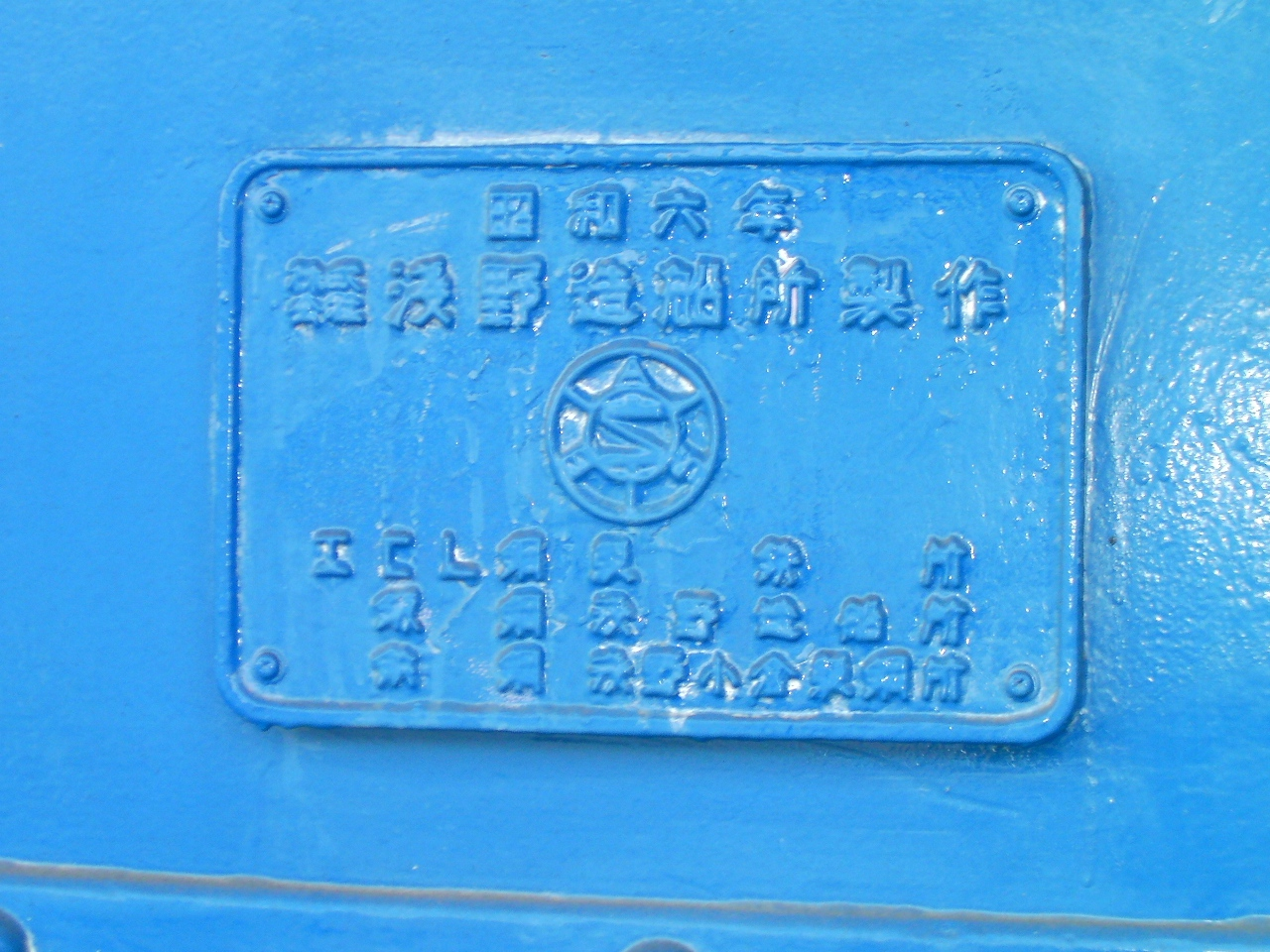
昭和橋銘板 中央に浅野造船所の社章

浅野造船所（あさのぞうせんじょ）は、かつて横浜市にあった浅野財閥の造船所。1916年（大正5年）に設立、1940年（昭和15年）に日本鋼管と合併。1995年（平成7年）に山内埠頭にあった浅野ドックは閉鎖された。

## 概要

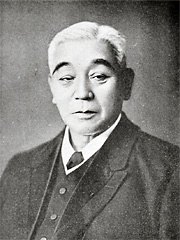
浅野総一郎

セメント会社で財をなした浅野総一郎は、1896年（明治29年）7月に東洋汽船を起こし海運業に進出した。海運業の経営には造船所との密接な関係が不可欠と感じた浅野は、自前の造船所の建設を計画した。第一次世界大戦での造船業の活況によって造船所を含む工業地帯建設のための埋め立てが認可され、現在の川崎市から横浜市鶴見区の沖合が埋め立てられた（浅野埋立）。そして、1916年（大正5年）に横浜造船所（直後に浅野造船所と改称）を鶴見の地に設立した。少しでも早く開業するために、埋め立て工事と同時進行で造船所建設工事が行われた。浅野総一郎は当時69歳だったが、毎日夜明けに工事現場に現れて、出勤してくる技師に様々な指示をした。埋立工事開始から造船所建設を経て最初の船の進水式までわずか15ヶ月だったので、世界最短記録だと主張している。なお、ベンジャミン・ブロツキー (Benjamin Brodsky) の無声映画“Beautiful Japan”（『美しき日本』、1918年）のシーンに浅野造船所の進水式が映っている。
戦時の好況により船台6基を有する造船所へと短期間で成長した。1917年（大正6年）7月、最初の進水式の後に、鶴見の造船所から東京三田の浅野総一郎の邸宅まで、5000人の職工が提灯行列して「浅野造船所万歳」と叫んだ。前途洋々に思えたのも束の間、1917年（大正6年）8月のアメリカの鋼材輸出禁止令により、鋼材入手が困難になった。造船の注文はいくらでもあるのに、材料不足のせいで残業を廃止し、職工の数を65%に減らした。
同年11月14日には、労働者6000余人が暴動を起こした。
その後、鋼材を生産して自給する為に、造船所の隣に浅野合資会社製鉄部を造った（1918年に株式会社浅野製鉄所に改名）。1918年（大正7年）3月に、日本とアメリカで船鉄交換契約が成立し、ある程度の鋼材輸入が可能になった。
1919年（大正8年）11月に第一次世界大戦が終わると、船舶過剰となって、造船不況にさらされ、その後の建造は小型船舶が中心となった。1926年（大正15年）には、造船所創設の目的だった東洋汽船が、旅客船部門を日本郵船に譲渡するなど海運事業を縮小している。他方で、製鉄所は、鋼材価格の急落と造船鋼板の注文減少に苦しんだ。1920年（大正9年）に浅野造船所と浅野製鉄所が合併した。1921年（大正10年）以降、鉄道の客貨車、オイルタンク、橋梁、水道管などを制作した。
政府主導で殆どの製鉄会社（官営八幡製鉄所、三井財閥の輪西製鉄・釜石鉱山、三菱製鉄、東洋製鉄、九州製鋼、富士製鋼）が参加した1934年（昭和9年）の日本製鉄結成には、浅野財閥の日本鋼管・浅野小倉製鋼所・浅野造船所は参加を拒否した。その後1936年（昭和11年）まで、政府は溶鉱炉新設を浅野財閥に許可しなかった。昭和10年代に入って造船が好況を取り戻す中、1935年（昭和10年）に同じ浅野財閥系の日之出汽船（現：NYKバルク・プロジェクト貨物輸送）のため長尺物運搬用日之出型貨物船「八幡丸」を建造し、他社建造の派生型も含め60隻以上量産の成功作となった。しかし、会社の中心業務は造船から製鉄に移っており、1936年（昭和11年）に社名を鶴見製鉄造船と改めた。1940年（昭和15年）には立地も生い立ちも近い浅野財閥の日本鋼管と合併し、造船所名は日本鋼管鶴見造船所となった。
正式名称が「日本鋼管鶴見造船所」となった後も、山内埠頭（現在の横浜市神奈川区）に1923年（大正12年）に開設されたドックは通称「日本鋼管浅野船渠」または「浅野ドック」と呼ばれていた。建造ではないが、1956年（昭和31年）3月から10月に海上保安庁の灯台補給船であった「宗谷」をこのドックで改造し、これが初代の南極観測船となった。ドックは1995年（平成7年）に閉鎖され、コットンハーバー地区として再開発されている。

## 沿革
- 1916年（大正5年）

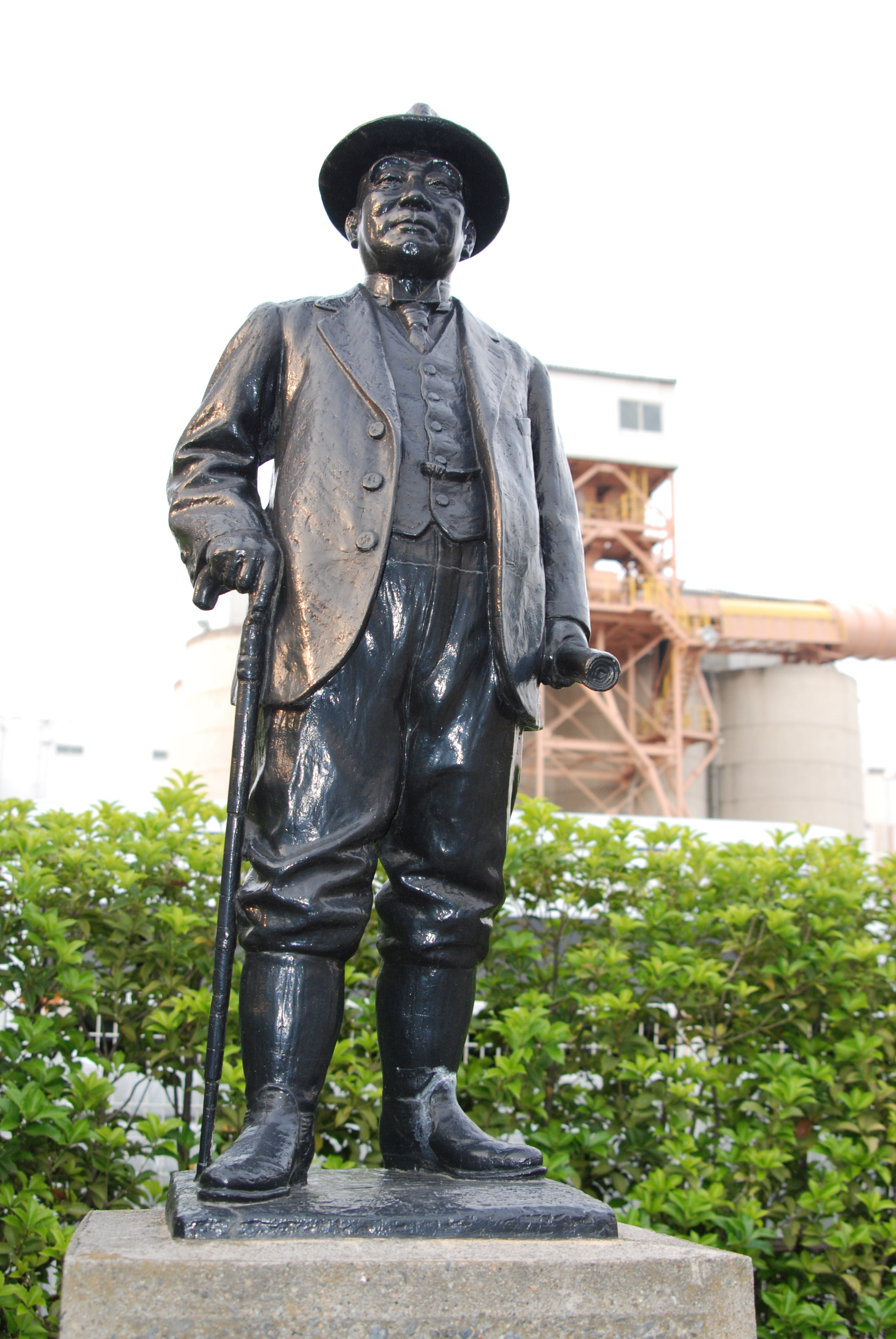
工事現場を視察する浅野総一郎の銅像

  - 4月 - 鶴見に (株) 横浜造船所創立。
  - 7月 - 造船所建設着手。
  - 12月 - (株) 浅野造船所に改称。
- 1917年（大正6年）
  - 2月 - 第1船起工。
  - 6月 - 浅野合資会社に製鉄部を新設。
- 1918年（大正7年）4月 - 浅野合資会社製鉄部を (株) 浅野製鉄所として独立。
- 1920年（大正9年）3月 - 浅野造船所は浅野製鉄所を合併。
- 1921年（大正10年）11月 - 航空母艦「鳳翔」進水。
- 1923年（大正12年） - 山内埠頭に浅野ドック開設。
- 1936年（昭和11年）11月 - (株) 浅野造船所を鶴見製鉄造船 (株) と改称。
- 1940年（昭和15年）10月 - 日本鋼管は鶴見製鉄造船を合併、日本鋼管鶴見造船所となる。
- 1995年（平成7年） - 浅野ドック閉鎖。跡地はコットンハーバー地区として再開発される[注 1]。

## 製品
- 白鹿丸型貨物船：8150総トンの浅野造船所初めての大型貨物船。同型船9隻建造。
- 第一吉田丸型貨物船：浅野造船所B型とも呼ばれた第一次世界大戦期の5400総トン級貨物船。同型船24隻建造。
- 総洋丸：同社初のディーゼル貨物船。船名は浅野総一郎の「総」に由来。同型で子の浅野良三に由来の「良洋丸」は川崎造船所製。
- 日之出型貨物船：八幡丸型、豊国丸型、五十鈴丸型などを日本鋼管時代に渡り建造。
- 航空母艦「鳳翔」（船体のみ）
- 昭和橋 (相模川)：1931年（昭和6年）製作、現存。
- 鶴見臨港鉄道モハ100形（モハ109・モハ110のみ）：1930年（昭和5年）製作。幾多の形式変更と譲渡を経てモハ109は最終的には静岡鉄道クモハ20となり、2007年（平成19年）に解体処分された[20]。